# Грабфельд (Тюрингія)
Грабфельд (нім. Grabfeld) — громада в Німеччині, розташована в землі Тюрингія. Входить до складу району Шмалькальден-Майнінген. 
Площа — 116,74 км2. Населення становить 5582 ос. (станом на 31 грудня 2021).